# Гюмюшан
Гюмюшан (перс. گميشان‎, туркм. Kümüş depe) — город в северной части Ирана, в остане Голестан. Административный центр округа Гюмюшан в шахрестане Торкаман. Расположен недалеко от побережья Каспийского моря, к северу от устья реки Горган и к югу от границы с Туркменией.
Население по данным на 2012 год составляет 16 514 человек; по данным переписи 2006 года оно насчитывало 15 639 человек.